# Oedaspis sofiana
Oedaspis sofiana
 es una especie de insecto del género Oedaspis de la familia Tephritidae del orden Diptera. 
Pencho Drensky la describió científicamente por primera vez en el año 1943.